# Herb Pruszcza Gdańskiego
Herb Pruszcza Gdańskiego – jeden z symboli miasta Pruszcz Gdański w postaci herbu.

## Wygląd i symbolika
Herb przedstawia lwa trzymającego lewą łapą literę „P” z głową zwróconą w heraldycznie prawą stronę, barwy złotej, z czarnymi konturami na czerwonej tarczy herbowej.
Litera „P” odnosi się do nazwy miasta, zaś lew nawiązuje do trzymaczy z herbu wielkiego Miasta Gdańska.